# Lysimachia sertulata
Lysimachia sertulata är en viveväxtart som beskrevs av Baudo. Lysimachia sertulata ingår i släktet lysingar, och familjen viveväxter. Inga underarter finns listade i Catalogue of Life.